# Cyclops (tidskrift)
Cyclops var en brittisk serietidskrift, som publicerades i London i tabloidformat av förlaget Innocence & Experience under 1970. Tidskriften, som benämnde sig själv som "The First English Adult Comic Paper", grundades av Graham Keen och Malcolm McNeill. Det första numret publicerades i juli 1970 medan det fjärde, och sista, numret publicerades i oktober samma år. Två författare som arbetade med Cyclops var William S. Burroughs och M. John Harrison.